# Pareuptychia bahiana
Pareuptychia bahiana är en fjärilsart som beskrevs av Felix Bryk 1953. Pareuptychia bahiana ingår i släktet Pareuptychia och familjen praktfjärilar. Inga underarter finns listade i Catalogue of Life.